# Tischeria heinemanni
Tischeria heinemanni is een vlinder uit de familie van de vlekmineermotten (Tischeriidae). De wetenschappelijke naam van de soort is voor het eerst geldig gepubliceerd in 1871 door Wocke.
Synonym: Coptotriche heinemanni